# Merce Cunningham
Merce Cunningham (Centralia, 16 de abril de 1919 - Nueva York, 26 de julio de 2009) fue un bailarín y coreógrafo estadounidense.

## Biografía
Cunningham recibió su primera formación formal en danza y teatro en la Cornish School (actualmente, la Cornish College of the Arts) en Seattle. Desde 1937 hasta 1943, fue solista en la compañía de Martha Graham. 
Presentó su primer concierto solista en Nueva York con John Cage en abril de 1944. Creó la Merce Cunningham Dance Company en el Black Mountain College en el verano de 1953. Desde esa época, Cunningham coreografió cerca de 200 obras para su compañía. En 1973 coreografió Un jour ou deux para el ballet de la Ópera de París, con música de Cage y decorados de Jasper Johns. 
El interés de Cunningham en la tecnología contemporánea le llevó a trabajar con el programa para computadora «DanceForms», que usó para realizar todas sus danzas desde Trackers (1991). En 1997 empezó a trabajar en captura de movimientos con Paul Kaiser y Shelley Eshkar de Riverbed Media para desarrollar el decorado para BIPED, con música de Gavin Bryars, interpretada por vez primera en 1999 en el Zellerbach Hall, Universidad de California en Berkeley. Otra obra destacada, Interscape, interpretada por vez primera en 2000, unió a Cunningham con su anterior colaborador Robert Rauschenberg, quien diseñó el decorado y los vestuarios de la danza, con música de John Cage quien fue su pareja hasta su muerte en 1992.
En octubre de 2005 Cunningham recibió el Praemium Imperiale en Tokio. En Francia, fue nombrado comandante de la Orden de las Artes y las Letras en 1982 y Caballero primero (1989) y luego oficial (2004) de la Legión de Honor.